# النزهة (لوحة)
النزُهة (بالفرنسية: La Promenade) هي لوحة زيتية بريشة الرسام الفرنسي الانطباعي كلود مونيه من عام 1875. يصور العمل الانطباعي زوجته كميل مونيه وابنهما جان مونيه في نزهة يوم صيفي عاصف في الفترة من 1871 إلى 1877 بينما كانا يعيشان في أرجنتوي.

## الوصف
يخلق عمل الفرشاة الخفيف والعفوي الذي أستخدمه مونيه رشقات من الألوان. «كاميل»، مرتدية ملابس بيضاء وترتدي قبعة محجبة، تقف على تل، جسدها ينزاح قليلاً عن المركز، لكنها متوازنة بصرياً بالمظلة الخضراء التي تحملها. نظرتها الشديدة وموقف جسدها يشير إلى أنها أدركت فجأة وجود المتفرج واستدارت رداً على ذلك، مما خلق وهمًا مقنعًا بالحركة التي تم التقاطها على الفور. يظهر خلفها وإلى يسار ابنهما «جان»، الذي كان في الثامنة من عمره تقريبًا، وهو أيضًا يحدق باهتمام في المشاهد. يمنح خط الأفق المنخفض وموضع الجسم مقابل السماء الشكل إحساسًا بالتميز غير المعتاد في لوحات مونيه، لا يمكن رؤيت الصبي إلا من الخصر إلى أعلى، مما يخلق إحساسًا بالعمق. أن جميع لوحات مونيه تشترك بصفة مميزة وهي ألتقاط التأثيرات المؤقتة لأشعة الشمس هذا هو توقيع مونيه في أسلوبه الانطباعي.
العمل عبارة عن لوحة من النوع الخاص بمشهد عائلي يومي، وليس صورة رسمية. تم تنفيذ هذه اللوحة بخفة وسرعة في الهواء الطلق، وربما تم إنشاء هذه اللوحة في جلسة واحدة. يتجلى تمثيل مونيه للحظة التي تم التقاطها في الوقت المناسب من خلال عفوية الحرفية والألوان الزاهية. بحيث تم رسم السماء بسرعة، مع ضربات متفاوتة في حجم الاتجاه، وتركت خطوط عريضة من الخلفية مرئية. على الرغم من أنه رسم السماء أولاً، إلا أنه قام بتنقيحها بعد إضافة الشخوص. تم طلاء العشب بضربات قصيرة بدرجات مختلفة من الأخضر والأزرق والأصفر والأحمر، يتم استخدام ممرات واسعة من اللون الأزرق والأخضر للظل والأخضر الفاتح في المناطق المشمسة. وتم توقيعه «مونيه 75» في الزاوية اليمنى السفلية. 

## التاريخ
كانت اللوحة واحدة من 18 عملاً لمونيه عُرضت في المعرض الانطباعي الثاني في أبريل 1876 ، في معرض بول دوراند رويل. بعد عشر سنوات، عاد مونيه إلى موضوع مشابه، حيث رسم مشهدين في عام 1886 يظهر فيهما ابنة زوجته الثانية سوزان مونيه مع مظلة في جيفرني الآن في متحف أورسي. رأى جون سينجر سارجنت اللوحة في المعرض عام 1876 وإلهمته لاحقًا لإنشاء لوحة مماثلة، بعنوان «فتاتان مع مظلات في فلادبيري»، في عام 1889.

## الأرث
اللوحة هي واحدة من أكثر أعمال مونيه شهرة وإحترامًا والانطباعية ككل. المؤلفة ماري ماثيوز جيدو في كتاب «مونيه وملهمته: كاميل مونيه في حياة الفنان» قالت إنها لوحة ذات «جودة عالية» و «تأثير قوي». وصفها موقع الفن بأنها «تحفة فنية» «تنتصر بشكل رائع في نقل الإحساس بلقطة في الوقت المناسب»  ماري تومبكينز لويس في قراءات نقدية لها عن الانطباعية وما بعد الانطباعية: قالت أنها كانت أللوحة «الأكبر والأكثر فرض»، فضلاً عن كونها «مؤلمة، واستبطانية عميقة»  كذلك اعتبرت اللوحة من قبل الكثير «ممثلًا لمونيه والانطباعية» وأن «مونيه كان ينظر إلى العالم ويصوره بطريقة لم يتم القيام بها من قبل». 

## الملكية
باع مونيه اللوحة لجورج دي بيليو (معالج مثلي) في نوفمبر 1876 كان دي بيليو يدفع بانتظام لشراء لوحات مونيه. وقد ورثتها فيكتورين ابنة دي بيليو وزوجها، حصل عليها جورج مينير في باريس، وبيعت في عام 1965 إلى بول ميلون وزوجته. تبرع ميلون باللوحة للمعرض الوطني للفنون في واشنطن العاصمة عام 1983.

## الرسام

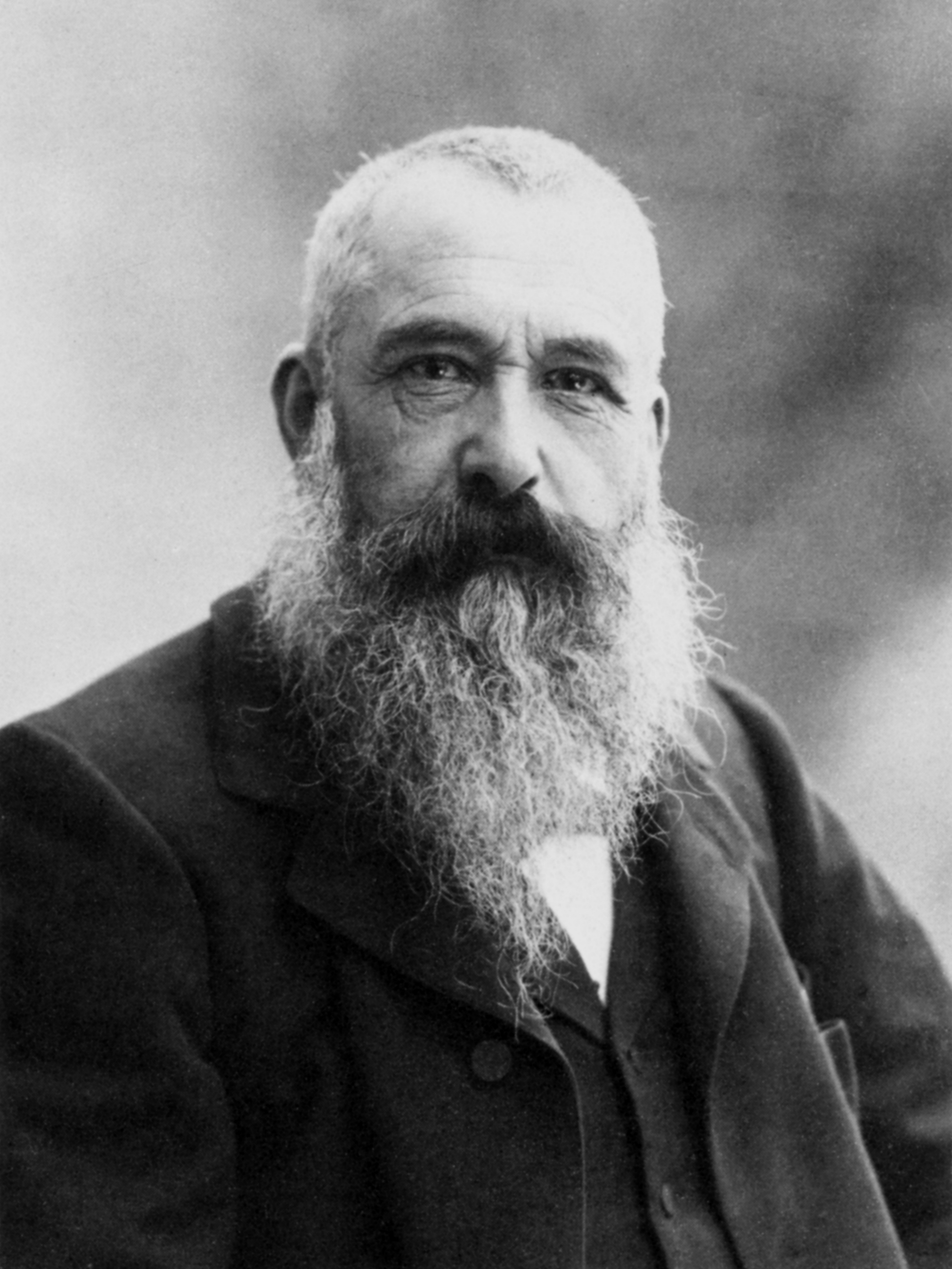
كلود مونيه

كلود مونيه (1840-1926)، كان رسامًا فرنسيًا، ومؤسس الرسم الانطباعي الفرنسي والممارس الأكثر اتساقًا وغزيرًا لفلسفة الحركة للتعبير عن تصورات المرء قبل الطبيعة، لا سيما عند تطبيقها على رسم المناظر الطبيعية في الهواء. مصطلح «الانطباعية» مشتق من عنوان لوحته انطباع، شروق الشمس، التي عُرضت في عام 1874 في صالون الرفض الذي أقامه مونيه ورفاقه كبديل عن صالون باريس.